# Bradley Smith (Rennfahrer)

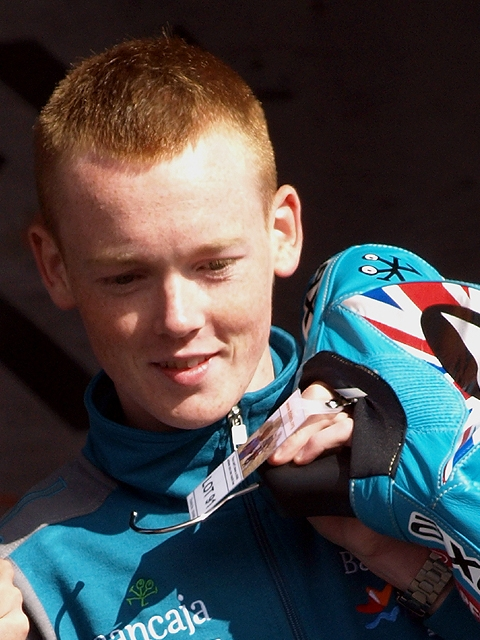
Bradley Smith 2009

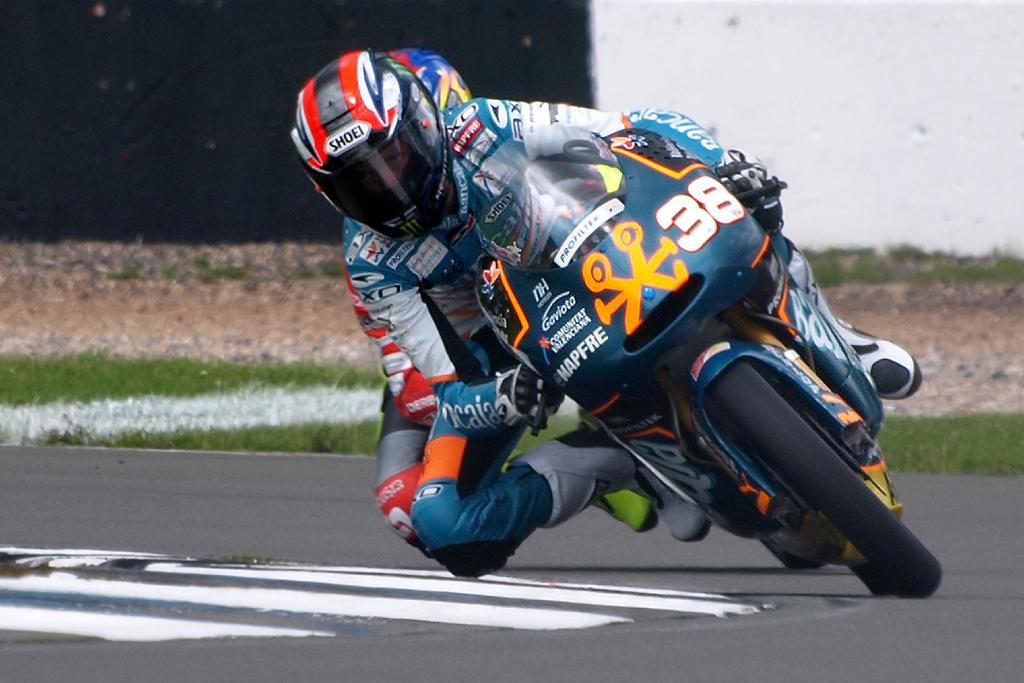
Smith auf Aprilia 2009 in Donington

Bradley Smith (* 28. November 1990 in Oxford, England) ist ein britischer Motorradrennfahrer.

## Karriere
Smith sammelte als Absolvent der Red Bull MotoGP Akademie unter Alberto Puig Rennerfahrungen in der 125-cm³-Klasse der spanischen Meisterschaft, bevor er 2006 für das Repsol Honda Team in der Motorrad-Weltmeisterschaft startete. Seine erste Saison beendete er auf dem 19. Rang und wurde zum Rookie of the Year der Achtelliterklasse gekürt. In einer zweiten Saison in der 125er-WM erreichte Smith konstant die Punkteränge, fuhr mit dem dritten Platz beim Großen Preis von Frankreich in Le Mans das erste Mal aufs Podest und erreichte in der Gesamtwertung den zehnten Platz.
Zur Saison 2008 wechselte Bradley Smith zum Team Polaris World 125 und fuhr fortan eine Aprilia. Er konnte aus der Saison drei zweite und einen dritten Platz herausholen und errang den sechsten WM-Platz. Die folgende Saison bestritt der Brite im Bancaja Aspar Team des vierfachen Weltmeisters Jorge Martínez. Beim Großen Preis von Spanien in Jerez errang er seinen ersten Grand-Prix-Sieg, der zweite folgte in Italien. Daneben wurde er viermal Zweiter und dreimal Dritter. Die Weltmeisterschaft beendete er als Vizeweltmeister mit 65,5 Punkten Rückstand auf seinen spanischen Teamkollegen Julián Simón.
In der Saison 2010 konnte Bradley Smith einen Sieg, einen zweiten Platz und vier dritte Plätze herausfahren und wurde mit 223 Punkten Vierter der Gesamtwertung.
In der Saison 2011 stieg Smith in die Moto2-Klasse auf und fuhr für Herve Ponchorals Tech3-Team auf einem selbstgebauten Motorrad. Beim sechsten Rennen, dem Großen Preis von Großbritannien, fuhr er als Zweiter hinter dem späteren Weltmeister Stefan Bradl erstmals auf Podest, auch in den nächsten beiden Rennen erlangte er Podestplätze (als Dritter). Er wurde Gesamtsiebter und damit zweitbester Rookie hinter Marc Márquez. Seine Teamkollegen Mike Di Meglio und Xavier Siméon hatte er mit 121 zu 30 bzw. 23 Punkten deutlich hinter sich gelassen.
2012 schnitt Smith die Saison ohne einen Podestplatz auf dem neunten Gesamtrang ab. Siméon, der jetzt sein einziger Teamkollege war, hatte er mit 112 zu 23 Punkten erneut besiegt.
Auch 2013 verblieb der Brite im Team, stieg jedoch in die MotoGP auf, wo das Team auf Yamaha antrat. Er ersetzte den Italiener Andrea Dovizioso, der ins Ducati MotoGP Team gewechselt war. Sein Teamkollege war sein Landsmann Cal Crutchlow. Smith wurde mit drei sechsten Plätzen als beste Resultate (und zehn weiteren Top-10-Platzierungen) Zehnter der Gesamtwertung und unterlag Crutchlow mit 188 zu 116 Punkten. Wie auch in der Moto2 wurde er zweitbester Rookie hinter Márquez.
2014 erhielt Smith mit dem amtierenden Moto2-Weltmeister Pol Espargaró einen neuen Teamkollegen. Auch in diesem Jahr gelangen ihm konstante Leistungen, inklusive eines ersten Podestplatzes mit Platz drei beim Großen Preis von Australien (schon zu diesem Zeitpunkt war bereits klar, dass Tech3 mit Smith für zwei weitere Saisons verlängern würde) und drei weiteren Top-5-Platzierungen. Schlussendlich wurde er Gesamtachter, unterlag allerdings Espargaró, der kein Podest geschafft hatte, mit 136 zu 121 Punkten.
Die Saison 2015 wurde zu Smiths mit Abstand bester. Zwar landete er nur einmal auf dem Podest (als Zweiter beim Großen Preis von San Marino), fuhr jedoch in jedem Rennen in die Top 10 und verpasste lediglich einmal die Top 8. Schlussendlich wurde er WM-Sechster und setzte sich mit 181 zu 114 Punkten gegen Espargaró deutlich durch.
2016 jedoch wurde zu einem klaren Abstieg. Wegen einer Verletzung musste er drei Rennen auslassen und schaffte auch sonst nur sechs Top-10-Platzierungen, inklusive eines siebten Platzes beim Großen Preis von Italien als bestes Resultat. Mit nur 62 Punkten schloss er die Saison auf Platz 17 ab, während Espargaró 134 Punkte eingesammelt hatte. Seine Zusammenarbeit mit Tech3 ging nach sechs Saisons zu Ende.
In der Saison 2017 pilotierte Bradley Smith im neu in die MotoGP-Klasse eingestiegenen KTM-Werksteam Red Bull KTM Factory Racing eine KTM RC16 und errang mit 29 Punkten den 21. Gesamtrang, verlor jedoch gegen Espargaró, der ebenfalls zu KTM gegangen war und 55 Punkte eingesammelt hatte.
2018 fuhr Smith beim Saisonfinale in Valencia als Achter seine beste KTM-Platzierung ein und verbesserte sich im Endklassement auf den 18. Rang, unterlag Espargaró jedoch erneut mit 51 zu 38 Punkten.
2019 wurde Smith gegen Johann Zarco ausgetauscht und erhielt keinen neuen MotoGP-Vertrag mehr. Stattdessen wechselte er in den neuen MotoE World Cup und fuhr als Einzelstarter für Petronas Racing. Er fuhr in sechs Rennen viermal aufs Podest, mehr als jeder andere Fahrer und wurde Zweiter in der Endwertung hinter Matteo Ferrari. Seine besten Resultate waren drei zweite Plätze. Gleichzeitig fuhr er auch ein Rennen in der Moto2-Klasse fürs selbe Team, als Ersatz für den verletzten Stammfahrer Khairul Idham Pawi, stürzte jedoch.
Zudem wurde er MotoGP-Testfahrer für Gresini Aprilia und fuhr außerdem vier Wildcard-Einsätze fürs Team, holte allerdings keine Punkte.
Auch 2020 hätte der Brite MotoE-Fahrer und MotoGP-Testfaher in denselben Teams bleiben sollen, doch dann wurde Aprilia-Stammfahrer Andrea Iannone auf Grund Dopings bis auf Weiteres gesperrt. Dadurch wurde Smith schließlich als Aprilia-Stammfahrer für 2020 verpflichtet, während sein MotoE-Platz von Jakub Kornfeil ̝übernommen wird. Sein Teamkollege ist Aleix Espargaró, der ältere Bruder seines früheren Tech3- und KTM-Teamkollegen. Nach fünf Rennen ist Smith mit sieben Punkten 19.

## Statistik

### Erfolge
- 2015 – Sieger des 8-Stunden-Rennen von Suzuka mit Pol Espargaró und Katsuyuki Nakasuga auf Yamaha
- 3 Grand-Prix-Siege

### In der Motorrad-Weltmeisterschaft
(Stand: Saisonende 2020)
| Saison | Klasse  | Motorrad | Rennen | Siege | Podien | Poles | Punkte | Ergebnis |
| ------ | ------- | -------- | ------ | ----- | ------ | ----- | ------ | -------- |
| 2006   | 125 cm³ | Honda    | 14     | –     | –      | –     | 20     | 19.      |
| 2007   | 125 cm³ | Honda    | 16     | –     | 1      | –     | 101    | 10.      |
| 2008   | 125 cm³ | Aprilia  | 17     | –     | 4      | 3     | 150    | 6.       |
| 2009   | 125 cm³ | Aprilia  | 16     | 2     | 9      | 3     | 223,5  | 2.       |
| 2010   | 125 cm³ | Aprilia  | 17     | 1     | 6      | 3     | 223    | 4.       |
| 2011   | Moto2   | Tech 3   | 16     | –     | 3      | –     | 121    | 7.       |
| 2012   | Moto2   | Tech 3   | 17     | –     | –      | –     | 109    | 9.       |
| 2013   | MotoGP  | Yamaha   | 18     | –     | –      | –     | 116    | 10.      |
| 2014   | MotoGP  | Yamaha   | 18     | –     | 1      | –     | 121    | 8.       |
| 2015   | MotoGP  | Yamaha   | 18     | –     | 1      | –     | 181    | 6.       |
| 2016   | MotoGP  | Yamaha   | 15     | –     | –      | –     | 62     | 17.      |
| 2017   | MotoGP  | KTM      | 17     | –     | –      | –     | 29     | 21.      |
| 2018   | MotoGP  | KTM      | 18     | –     | –      | –     | 38     | 18.      |
| 2019   | Moto2   | Kalex    | 1      | –     | –      | –     | 0      | –        |
| 2019   | MotoGP  | Aprilia  | 4      | –     | –      | –     | 0      | –        |
| 2019   | MotoE   | Energica | 6      | –     | 4      | –     | 88     | 2.       |
| 2020   | MotoGP  | Aprilia  | 11     | –     | –      | –     | 12     | 21.      |
| Gesamt | Gesamt  | Gesamt   | 239    | 3     | 29     | 9     | 1597,5 |          |